# Capixana
Capixana (Capishana, Canoe, Kanoê, Kanoé, Kapixaná), jezična porodica, jezik i istoimeno pleme iz Rondônije s rijeke Guaporé i Omerê, Brazil. Aryon Rodrigues, brazilski ekspert za indijanske jezike, smatra ovu skupinu samostalnom porodicom. Rezervati: Rio Guaporé (općina Guajara-Mirim); Terra Indígena Pacaas-Nova; Rio Branco; ostali na rijeci río Omeré
Oko 90 Kanoê Indijanaca živi duž obala rijeke Guaporé, a većina njih poženjena je pripadnicima drugih plemena, pa i s bijelcima. 
U kontakt s generalom Rondonom dolaze 1909. kada je ovaj prolazio regijom rijeka Pimenta Bueno i Corumbiara. Uskoro dolazi do nevolja u vidu sakupljača gume, koji nose sa sobom razne epidemije, koje su ih pokosile. U drugoj polovici 20. stoljeća dolazi i do naseljavanja u području Guaporé, pa i do nekoliko masakra. Šezdesetih i sedamdesetih godina pristižu i drvosječe i rančeri, koji su uskoro posjekli šumu.
Za podatke koji su poznati o njima može se zahvaliti jedino jezikoslovacu Laércio Nora Bacelaru, koji 1991. i 1997. rekonstruira njihovu povijest uz pomoć dva informanta (Munuzinho Kanoê i Maria Atiminaké). Prema njima Kanoê ili Kapixanã su živjeli u velikim malokama (malocas) na obalama Kauruá u regiji rijeka Carvão i Machado. Munuzinho, inače Kanoê Indijanac, kaže da je pleme živjelo od uzgoja kukuruza, pamuka, kikirikija,  te lova i ribolova.
U konflikte ulaze s drvosječama (zbog zemlje) a ratuju i s drugim plemenima. Manjak muškaraca natjerao je žene, da su se počele udavati za pripadnike plemena Aikaná, Jabuti, Mekém, Makurap i Cujubim među kojima one i danas žive sa svojim muževima. Konačna dezintegracija plemena dolazi smrću posljednjeg poglavice, oca Terese Piraguê. Sličnu sudbinu u posljednje 3 dekade doživjela su osim njih i plemena Arikapú, Jabuti, Puruborá, Kwaza, Mekém i drugi, njihov broj spao je na nekoliko preživjelih.
Druga grupa Kanoa živi u području rijeke Omerê, inače kontaktirana 1995. Ona se danas sastoji od jedne obitelji, od FUNAI-a nazvani‚ "izolirani Indijanci", majka Tutuá, stara 50 godina, kćeri Txinamanty, 30 godina i sina.
– Purá, star 25 godina i dva unuka, od kojih je jedan Operá od 5 godina, čiji je otac Babá, poglavica Akuntsu Indijanaca, druga je‚ izolirana skupina’ s Omerê. Godine 2003. Tutuá, i dječak Operá, tada star 7 godina, dobili su malariju i umrli. 
Grupa tehničara formirana je još u siječnju  1999. kako bi utvrdili granice indijanske zemlje Omerê, nastanjene Kanoê i Akuntsu Indijancima. Utvrđene su granice na prostoru od 26,000 hektara i perimetrom od 81 kilometar. Ministarstvo pravosuđa ovo je službeno potvrdilo u 12 mjesecu 2002. ali se na homologaciju predsjednika republike još čeka.

## Capixana danas
Kanoê su agrikulturan narod, lovci, ribari i sakupljači. Drže kokoši i divlje svinje zvane queixada. Imaju polja manioke i plantažno drže šećernu trsku, kukuruz, yam, slatki krumpir, kikiriki i duhan. Banane, papayu i ananas, također uzgajaju.  Svoje vrtove drže urednima. Izabrano mjestu posijeku i spale, te očiste od panjeva, i svaku kulturu zasadi se na svome mjestu.
Ne smiju se brkati s plemenom Avá-Canoeiro s rijeke Tocantins i Canoê iz porodice tupari.